# Junior Sweet
『Junior Sweet』（ジュニア・スウィート）は、CHARAの5枚目（YEN TOWN BANDの『MONTAGE』を含めると6枚目）のアルバム。

## 概要
夫（当時）の浅野忠信との結婚後、そして娘の出産後初となるオリジナルアルバムであり、ジャケットは浅野と手をつないだCHARAの姿が収められている。編曲にテイ・トウワ、アシュリー・イングラムが参加。
自身のアルバムとしては、自己最高の売上を誇りミリオンセラーを記録した。更に同アルバム収録曲『やさしい気持ち』も、CHARAのシングルで最高位のオリコン7位を獲得し、CHARA名義では最多のシングル売り上げを記録。アルバムは発売から約25年経った今も彼女の代表作の一つとみなされている。
初回プレス仕様は見開きデジパックジャケット&ピクチャーレーベル。
本作から19年後の2016年には、デビュー25周年を記念したプロジェクト第一弾として本作のリマスタリングを施した高音質CD Blu-spec CD2 を対応させ、1998年3月1日にVHSにて発売された「1997.11.1 CHARA」を最新技術を使いアップコンバートしたBlu-rayが付属された「Junior Sweet -25th Anniversary Edition-」と題して18年前に発売された日と同じ日にリリースされた（後述）。

## 収録曲
特記以外作詞・作曲・編曲: Chara
1. ミルク
  - 作曲: Ashley Ingram/Chara
  - 編曲: Ashley Ingram

11月にシングルカットバージョンが発売された。
2011年のベストアルバム『Very Special』には2010年にBillboard Live Tokyoで演奏されたアコースティック・ヴァージョンを収録。
2. やさしい気持ち (しあわせ・ヴァージョン)
  - 編曲:  渡辺善太郎
3. しましまのバンビ
  - 編曲: Towa Tei

森高千里がドラムを叩いている。
4. 私の名前はおバカさん
  - 編曲: D.Motion
5. タイムマシーン
  - 作曲:Chara/吉村秀樹/名越由貴夫
  - 編曲: ホッピー神山/名越由貴夫
6. 勝手にきた
7. どこに行ったんだろう? あのバカは
  - 作詞: Chara/土屋公平　作曲・編曲: 土屋公平
8. 私はかわいい人といわれたい (オリジナル・ヴァージョン)
  - 作曲: Chara/大沢伸一　編曲: 大沢伸一
9. Junior Sweet
  - 作曲: Chara/大沢伸一　編曲: 大沢伸一
10. 花の夢
  - 編曲: D.Motion
11. 愛の絆
  - 編曲: Ashley Ingram
12. せつないもの
  - NHKドラマ10『透明なゆりかご』主題歌

## 25th Anniversary Edition

### 概要
- 2016年9月21日、キューンミュージックよりリリースされた。
- 今作は、完全生産限定盤（CD＋Blu-ray）及び、通常盤（CD）の2形態で発売。
- 完全生産限定盤のジャケットには、1997年当時に撮影された未公開カットが今回初めて蔵出しとなった。なお、通常盤はオリジナルジャケット仕様となる。
- 本作のリリースを携えて、収録されている楽曲を全て演奏するコンセプト再現ツアー  「Junior Sweet Intimate interlude tour」と題して9月18日(日)よりZepp Nambaを皮切りに開催された。アルバム発売日に当たる9月21日(水)恵比寿LIQUIDROOMを経て、19年前にも開催された同ツアーで東京公演を行った赤坂BLITZにてファイナルを迎えた[4]。

### Junior Sweet <remaster>
- 2016年最新デジタルリマスター音源を施したCD。高音質ディスクBlu-spec CD2対応。詳しくは、#収録曲を参照。

### Blu-ray「1997.11.1 CHARA」
- 1998年3月1日にVHSにて発売された「1997.11.1.CHARA」をアップコンバート。

1. やさしい気持ち
2. Swallowtail Butterfly ～あいのうた～
3. BREAK THESE CHAIN
4. 勝手にきた
5. どこに行ったんだろう?あのバカは
6. 私はかわいい人といわれたい
7. ミルク
8. Happy Toy
9. Tiny Tiny Tiny
10. せつないもの